# Commandement de la force aérienne et de la défense aérienne zambienne
La Zambian Air Force (ZAF) est l’armée de l’air de la Zambie et l’élément des opérations aériennes de la Force de défense zambienne. Après la création de la République de Zambie en 1964, l’ancienne armée de l’air de Rhodésie du Nord a été rebaptisée Force aérienne zambienne.

## Équipement
Inventaire en 2016 :
| Avion                     | Origine            | Type                        | Variante        | En service      | Notes                          |
| Avion de chasse           | Avion de chasse    | Avion de chasse             | Avion de chasse | Avion de chasse | Avion de chasse                |
| ------------------------- | ------------------ | --------------------------- | --------------- | --------------- | ------------------------------ |
| Mikoyan-Gourevitch MiG-21 | Union soviétique   | Avion de chasse             | MIG-21MF        | 4               | Retirée en 2021.               |
| Shenyang J-6              | Chine              | Avion de chasse             | F-6A FT-6       | 10              | MiG-19 construit sous licence. |
| Transport                 |                    |                             |                 |                 |                                |
| C-130 Hercules            | États-Unis         | Avion de transport tactique | C-130H          | 4               |                                |
| Leonardo C-27J Spartan    | États-Unis/ Italie | Avion de transport          |                 | 2               |                                |
| Cessna 208 Caravan        | États-Unis         | Avion de transport          |                 | 1               |                                |
| Harbin Y-12               | Chine              | Avion de transport          |                 | 7               |                                |
| Xian MA60                 | Chine              | Avion de transport          |                 | 1               |                                |
| Hélicoptère               |                    |                             |                 |                 |                                |
| Bell UH-1                 | États-Unis         | Hélicoptère de transport    |                 | 12              |                                |
| Bell 206                  | États-Unis         | Hélicoptère de transport    |                 | 2               |                                |
| Bell 212                  | États-Unis         | Hélicoptère polyvalent      |                 | 1               |                                |
| Mil Mi-17 Hip             | Russie             | Hélicoptère de transport    | Mi-171          | 5               |                                |
| Harbin Z9                 | Chine              | Hélicoptère polyvalent      |                 | 7               |                                |
| Avion d'entraînement      |                    |                             |                 |                 |                                |
| Hongdu JL-8               | Chine              | Avion d'entraînement        | K-8             | 16              |                                |
| Saab MFI-17 Safari        | Suède              | Avion d'entraînement        | MFI-15          | 14              |                                |
| SIAI Marchetti SF.260     | Italie             | Avion d'entraînement        |                 | 13              |                                |